# Dan Simmons
Dan Simmons (n. 4 aprilie 1948, Peoria, Illinois, SUA) este un autor american, cunoscut pentru seria sa științifico-fantastică premiată cu Hugo Hyperion Cantos și pentru ciclul Ilion/Olimp, câștigător al premiului Locus.
Opera sa cuprinde mai multe genuri cum ar fi science fiction, fantasy și horror, uneori în același roman. Un exemplu tipic al capacității lui Simmons de a îmbina diverse genuri este romanul Song of Kali (1985), câștigător al premiului World Fantasy. El este, de asemenea, un autor recunoscut de romane polițiste și thrillere, dintre care cele mai multe sunt în seria Joe Kurtz.

## Biografie
Simmons a primit o diplomă de engleză din partea Colegiului Wabash College în 1970 și, în 1971, un masterat în educație din partea Universității Washington în St. Louis, Missouri. În continuare, el a lucrat în școala elementară până în 1989.
Curând după aceea a început să scrie povestiri, însă cariera sa nu s-a lansat decât în 1982 când, cu ajutorul lui Harlan Ellison, și-a publicat povestirea "The River Styx Runs Upstream", care a primit premiul întâi într-o competiție de povestiri a revistei Twilight Zone. Primul său roman, Song of Kali, a fost lansat în 1985.

## Ficțiune horror
Summer of Night (1991) povestește copilăria unui grup de pre-adolescenți care se adună în anii '60 pentru a înfrânge un rău vechi de secole care terorizează orașul lor, Elm Haven, Illinois. Romanul, apreciat de Stephen King, este similar romanului lui King's Orașul bântuIT prin focalizarea asupra vieții unui oraș mic, a pierderii inocenței, a revenirii unui rău ancestral și a responsabilității pentru ceilalți care apare în tranziția de la copilărie la adolescență.
În continuarea la Summer of Night, A Winter Haunting, Dale Stewart (unul dintre protagoniștii primei cărți, acum adult), vizitează din nou casa copilăriei pentru a înfrunta misterele care i-au afectat viața adultă. Children of the Night, alt roman care are legătură cu acestea două, îl prezintă pe mult mai bătrânul Mike O'Rourke, acum un preot romano-catolic, trimis într-o misiune de a investiga evenimentele bizare dintr-un oraș european. Alt personaj din Summer of Night, fratele mai tânăr al lui Dale, Lawrence Stewart, apare în rol secundar în thrillerul lui Simmons Darwin's Blade, în timp ce adultul Cordie Cooke apare în Fires of Eden.
La scurtă vreme după Summer of Night, Simmons, care scrisese în principal ficțiuni horror, începe să se preocupe de science fiction, deși în 2007 revine cu o operă de ficțiune istorică și horror, The Terror. În 2009 a scris cartea Drood, bazată pe Misterul lui Edwin Drood de Charles Dickens.

## Science fiction
Simmons a devenit faimos în 1989 cu Hyperion, câștigător al premiilor Hugo și Locus pentru "Cel mai bun roman science fiction". Romanului prezintă un război spațial, structura sa fiind inspirată de Decameronul lui Boccaccio și de Povestiri din Canterbury de Geoffrey Chaucer.
Multe opere ale sale au asemenea legături puternice cu literatura clasică:
- Carrion Comfort și-a luat titlul și multe dintre temele sale din poemul lui Gerard Manley Hopkins
- "Vanni Fucci Is Alive and Well and Living In Hell", o povestire pamflet despre teleevangheliști din 1988, inclusă în Prayers to Broken Stones, povestește scurta revenire pe Pământ a personajului din titlu, un locuitor al Infernului din Infernul lui Dante Alighieri.
- Hyperion Cantos și-a luat titlul din operele poetului englez romantic John Keats.
- Structura de bază a romanului Hyperion este preluată din ciclul de povestiri din Evul Mediu englez Povestiri din Canterbury. Un grup de indivizi călătorește pentru a solicita mila unui demon-zeu numit "Shrike" de pe planeta "Hyperion", într-un univers aflat pe marginea apocalipsei. Fiecare pelerin își relatează povestea și motivul călătoriei către Shrike. Căderea lui Hyperion nu este o continuare de sine stătătoare, ci prezintă rezolvarea poveștii pelerinilor. Hyperion și Căderea lui Hyperion reprezintă, de fapt, o operă în două volume.
- The Hollow Man (1992) este influențată de Infernul lui Dante și te T. S. Eliot.
- O povestire din 1993, "The Great Lover", este inspirată de poeții Primului Război Mondial.
- În Căderea lui Hyperion, John Keats apare pe post de personaj principal.
- Ciclul Ilion/Olimp este inspirat de operele lui Homer, în el fiind menționați atât Shakespeare, cât și Proust.
- Personajul Ada și locuința ei, Ardis Hall, din ciclul Ilion/Olimp sunt inspirate din romanul lui Vladimir Nabokov Ada sau Ardoarea: O cronică de familie, care reprezintă intrarea lui Nabokov în genul science-fiction și în ucronie.
- Culegerea de povestiri "Worlds Enough & Time" și-a primit titlul de la primul vers al poeziei To His Coy Mistressa poetului britanic Andrew Marvell: 'Had we but world enough, and time,'.

## Joe Kurtz
La începutul lui 2001, Simmons a început să scrie o serie de romane polițiste al căror personaj principal era Joe Kurtz. Primul roman, Hardcase, a fost urmat de Hard Freeze și de Hard as Nails în 2002 și, respectiv, 2003.

## Ecranizări
În ianuarie 2004 s-a anunțat că scenariile scrise de Simmons după romanele Ilion și Olimp vor fi transpuse pe peliculă de Digital Domain și Barnet Bain Films, Simmons având rolul de producător executiv. Ilion este descris ca "o poveste epică acoperind 5.000 de ani și trecând prin întreg sistemul solar, incluzând teme și personaje din Iliada lui Homer și Furtuna lui Shakespeare." În iulie 2004, Ilion a primit premiul Locus pentru "Cel mai bun roman science fiction al anului 2003".
Warner Bros. și GK Films l-au desemnat pe Scott Derrickson să regizeze "Hyperion Cantos", după un scenariul de Trevor Sands, film care va reuni primele două cărți ale seriei: "Hyperion" și "Căderea lui Hyperion".
Romanul Drood va fi ecranizat de Guillermo del Toro pentru Universal Pictures.

## Opera

### Hyperion Cantos
1. Hyperion (1989) - câștigător al premiilor Hugo și Locus, nominalizat la BSFA, 1990;[22] nominalizat la premiul Arthur C. Clarke nominee, 1992[23]

ro. Hyperion - editura Nemira 2009, traducere Mihai-Dan Pavelescu
1. The Fall of Hyperion (1990) - nominalizat la premiul Nebula, 1990;[22] câștigător al premiilor BSFA și Locus, nominalizat la premiul Hugo, 1991;[24]

ro. Căderea lui Hyperion - editura Nemira 2009, traducere Mihai-Dan Pavelescu
1. Endymion (1996) - lista scurtă a premiilor Locus, 1997[25]
2. The Rise of Endymion (1997) - câștigător al premiului Locus, nominalizat la premiul Hugo, 1998[26]

### Ilion/Olimp
1. Ilium (2003) - câștigător al premiului Locus, nominalizat la premiul Hugo, 2004[27]

ro. Ilion - editura Nemira 2008, traducere Mihai-Dan Pavelescu
1. Olympos (2005) - lista scurtă a premiilor Locus, 2006[28]

ro. Olimp - editura Nemira 2010, traducere Mihai-Dan Pavelescu

### Joe Kurtz
1. Hardcase (2001)
2. Hard Freeze (2002)
3. Hard as Nails (2003)

### Alte romane
- Song of Kali (1985) - câștigător al premiului World Fantasy, 1986[29]
- Carrion Comfort (1989) - câștigător al premiului Bram Stoker, 1989; câștigător al premiului British Fantasy, nominalizat la premiul World Fantasy, 1990[22]
- Phases of Gravity (1989)
- Entropy's Bed at Midnight (1990)
- Summer of Night (1991) - premiul British Fantasy, 1992[23]
- Children of the Night (1992) - premiul Locus 1993 (Horror)
- The Hollow Man (1992) - nominalizat la premiul Locus, 1993[30]
- Fires of Eden (1994)
- The Crook Factory (1999)
- Darwin's Blade (2000)
- A Winter Haunting (2002) - nominalizat la premiul Locus, 2003[31]
- The Terror (2007)[32] - nominalizat la premiul British Fantasy, 2008[33]

ro. HMS Terror - editura Nemira, 2014
- Muse of Fire (2008) - nuvelă
- Drood (2009)
- Black Hills (2010)
- Flashback (preconizat pentru 2011) - acțiunea se va petrece în 2032, deși anul nu va fi menționat în carte [34]

### Culegeri de povestiri
- Prayers to Broken Stones (1990)
- Summer Sketches (1992)
- Lovedeath (1993)
- Worlds Enough & Time (2002)

## Premii

### Câștigător
Premiul Bram Stoker
- Cea mai bună culegere de povestiri (1992): Prayers to Broken Stones
- Cel mai bun roman (1990): Carrion Comfort
- Cea mai bună nuveletă (1994): "Dying in Bangkok"
- Cea mai bună povestire (1993): "This Year's Class Picture"

Premiul British Fantasy Society
- Cel mai bun roman (1990): Carrion Comfort

Premiul British Science Fiction
- Cel mai bun roman (1991): Căderea lui Hyperion

Premiul Hugo
- Cel mai bun roman (1990): Hyperion

Premiul International Horror Guild
- Cel mai bun roman (2003): A Winter Haunting

Premiul Locus
- Cel mai bun roman horror (1990): Carrion Comfort
- Cel mai bun roman science fiction (1990): Hyperion
- Cea mai bună nuveletă (1991): "Entropy's Bed at Midnight"
- Cel mai bun roman science fiction (1991): Căderea lui Hyperion
- Cel mai bun roman horror/gotic (1992): Summer of Night
- Cel mai bun roman horror/gotic (1993): Children of the Night
- Cea mai bună nuveletă (1994): "Dying in Bangkok"
- Cel mai bun roman horror/gotic (1995): Fires of Eden
- Cel mai bun roman science fiction (1998): The Rise of Endymion
- Cea mai bună nuvelă (2000): "Orphans of the Helix"
- Cel mai bun roman science fiction (2004): Ilion

Premiul Readercon
Premiul Science Fiction Chronicle Reader
Premiul Seiun
- Cel mai bun roman străin (1995): Hyperion
- Cel mai bun roman (1996): Căderea lui Hyperion (la egalitate cu Timelike Infinity de Stephen Baxter)
- Cea mai bună povestire străină (1999): "This Year's Class Picture"

Premiul World Fantasy
- Cel mai bun roman (1986): Song of Kali
- Cea mai bună povestire (1993): "This Year's Class Picture"

### Nominalizări
În repetate rânduri, Dan Simmons a fost nominalizat pentru ficțiunile sale la o serie de categorii, incluzând premiul Arthur C. Clarke, premiul Bram Stoker, premiul British Fantasy Society, premiul Hugo, premiul Nebula și premiul World Fantasy. 